# Warning Shots
Warning Shots è una raccolta del gruppo musicale svedese The Haunted, pubblicato nel 2009.

## Tracce
CD 1
1. Hate Song – 2:59
2. Trespass – 3:40
3. Shadow World – 3:40
4. D.O.A. – 4:21
5. Undead – 2:09
6. One Kill Wonder – 2:59
7. Under the Surface – 4:13
8. In Vein – 3:23
9. Hollow Ground – 4:10
10. Everlasting – 3:08
11. Dark Intentions – 1:30
12. Bury Your Dead – 3:07
13. Shithead – 3:52
14. Chasm – 3:10
15. Revelation – 1:35
16. Forensick – 4:17

CD 2
1. Ritual
2. Creed
3. Well of Souls (Candlemass cover)
4. Eclipse
5. Choke Hold (live)
6. Leech (live)
7. Three Times (live)
8. Undead (demo)
9. Shattered (demo)
10. Undead (Death & 1/2 Prod. rehearsal)
11. Now You Know (Death & 1/2 Prod. rehearsal)
12. Blood Rust (Death & 1/2 Prod. rehearsal)

## Formazione
- Anders Björler - chitarra
- Patrik Jensen - chitarra
- Jonas Björler - basso
- Peter Dolving - voce (Disco 1: 1, 5, 8, 14, 16 & Disco 2: 8-12)
- Per Möller Jensen - batteria (Disco 1: 2-4, 6, 7, 9-11, 15 & Disco 2: 1-7)
- Marco Aro - voce (Disco 1: 2-4, 6, 7, 9-11, 15 & Disco 2: 1-7)
- Adrian Erlandsson - batteria (Disco 1: 1, 5, 8, 14, 16 & Disco 2: 8-12)